# Almenêches
Almenêches (al.mə.nɛʃⓘ) es una población y comuna francesa, en la región de Baja Normandía, departamento de Orne, en el distrito de Argentan y cantón de Mortrée.

## Demografía
| 611 | 615 | 516 | 600 | 660 | 645 |
| Para los censos de 1962 a 1999 la población legal corresponde a la población sin duplicidades (Fuente: INSEE [Consultar]) |     |     |     |     |     |